# Giancarlo Serenelli
Giancarlo "Gato" Serenelli Pellechia (Caracas, 10 juli 1981) is een Venezolaans autocoureur.

## Carrière
Serenelli begon zijn autosportcarrière in het karting, daarna was hij actief in het formuleracing. In 1997 werd hij tweede in de Venezolaanse Formule Ford 1600. In 2000 en 2002 werd hij kampioen in de Venezolaanse Formule Ford 2000. Tegelijkertijd was hij nog steeds in het karting actief. In 2001 en 2005 reed hij races in Europa. In 2001 reed hij in de Italiaanse Formule Renault en in 2005 reed hij vier rondes in de Eurocup Formule Renault 2.0.
In 2006 debuteerde Serenelli voor het team Re Racing in de Formule Renault 2.0 Panam GP Series, een raceklasse die vooral in Mexico rijdt. Hij nam deel aan drie rondes, waardoor hij als negentiende in het kampioenschap eindigde. In 2007 bleef hij bij Re Racing en werd hij met twee overwinningen tweede achter Victor Hugo Oliveras. In 2008 reed Serenelli voor Re Racing in de LATAM Challenge Series. Hij won zeven van de zestien races en won de titel voor André Solano. In het volgende seizoen vochten Solano en Serenelli om de titel. Solano won vijf races en Serenelli vier. Aan het einde van het seizoen stond Solano op 324 punten en Serenelli op 318 punten, waardoor hij tweede werd in de stand. Zijn teamgenoot Gerardo Nieto won zes races, waardoor hij de coureur was die de meeste races won.
In 2010 wint Serenelli vijf races en werd hij weer kampioen in de LATAM Challenge Series. Met 356 tegen 348 punten bleef hij Rodolfo Camarillo nipt voor. In 2011 won hij voor de derde keer de titel in de LATAM Challenge Series. Hij won zeven van de achttien races en behaalde 268 punten. Hiermee had hij een grote voorsprong op zijn teamgenoot en vicekampioen Christofer Ramirez, die 194 punten behaalde. Daarnaast maakte Serenelli ook zijn debuut in de toerwagens in de Mexicaanse SEAT León Supercopa. Hier werd hij met twee overwinningen derde in het kampioenschap.
Eind 2011 nam Serenelli deel aan tests van de Auto GP voor het team Ombra Racing. In 2012 mag hij ook voor dat team gaan rijden in de Auto GP, die vooral races in Europa heeft.
Verder rijdt Serenelli in 2012 ook in de GP2 Series voor het team Venezuela GP Lazarus.